# Bednanics Gábor
Bednanics Gábor (Budapest, 1976. február 12. –) magyar irodalomtörténész, kritikus, az Eszterházy Károly Egyetem Magyar Irodalomtudományi Tanszékének főiskola tanára.

## Életrajz
A győri Czuczor Gergely Bencés Gimnáziumban érettségizett 1994-ben. Diplomáit az Eötvös Loránd Tudományegyetemen szerezte, 2000-ben („magyar nyelv- és irodalomtanár, összehasonlító irodalomtörténet szakos bölcsész”), illetve 2002-ben („filozófia”).  
1996-tól 1998-ig részt vett az ELTE-BTK Irodalomelmélet Programjában, 2000-től 2003-ig pedig az ELTE-BTK Magyar Irodalom Doktori Iskola Általános Irodalomtudomány alprogramjában. 2001-ben Erasmus-ösztöndíjasként a Humboldt Egyetem diákja volt. 
PhD fokozatát 2007-ben szerezte az ELTE-n, 2013-ban habilitált a Debreceni Egyetemen. 2004 októberétől 2010 novemberéig a Fiatal Írók Szövetségének elnöke volt. 1996-tól folyamatosan publikál, több hosszú írása, illetve számos rövid rövidebb könyvismertetője jelent meg rangos hazai folyóiratokban.
Jelenleg az egri Eszterházy Károly Egyetem Magyar Irodalomtudományi Tanszékének tanára, illetve a Ráció Kiadó szerkesztője.

## Ösztöndíjak, elismerések
- 1992 Cziráki Alapítvány Pro Cultura Humana Díj (Győr)
- 1992 Ókortudományi Társaság Cicero Versenye első fokú dicséret
- 1997–2000 Köztársasági Ösztöndíj (ELTE BTK: három alkalommal)
- 1996–2000 Tudományos Ösztöndíj (ELTE BTK: hét alkalommal)
- 1997 Országos Tudományos Diákköri Konferencián második helyezés
- 1999 Országos Tudományos Diákköri Konferencián harmadik helyezés
- 2000–2003 Posztgraduális ösztöndíj (ELTE BTK)
- 2001 Erasmus-ösztöndíj (Humboldt-Universität zu Berlin, Neuere Deutsche Literatur)
- 2004 Móricz Zsigmond Irodalmi Ösztöndíj
- 2008‒2011 Bolyai János Kutatási Ösztöndíj
- 2011 József Attila-díj
- 2013‒2014 Magyary Zoltán Kutatói Ösztöndíj
- MTA MAB DIPA Tudományos Díj
- 2014–2018 Bolyai János Kutatási Ösztöndíj
- 2019 MTA Kiskorú Gyermeket Nevelő Kutatók Ösztöndíja
- 2019--2022 MMA Ösztöndíj

## Publikációk
Legfontosabb publikációi:

### Önálló könyv
- Beszédformák között, Bp.: FISZ könyvek, 2003 (208 oldal)
- Induló modernség – kezdődő avantgárd; szerk. Bednanics Gábor, Eisemann György; Ráció, Bp., 2006 (Ráció-tudomány)
- Kerülőutak és zsákutcák (A modern magyar líra kezdetei), Bp.: Ráció, 2009 (300 oldal)
- "Alszik a fény". Kosztolányi Dezső és Csáth Géza művészete; szerk. Bednanics Gábor; FISZ–Ráció, Bp., 2010 (Minerva könyvek)
- A kétséges faggatása (Kulturális párbeszédkísérletek), Eger: Líceum Kiadó, Pandora Könyvek 29., 2012 (105 oldal)
- Az olvasás labirintusában. Tanulmányok Eisemann György hatvanadik születésnapjára; szerk. Bednanics Gábor, Hansági Ágnes, Vaderna Gábor; Historia Litteraria Alapítvány–Ráció, Bp., 2013
- "Próza az, amit kinyomtatnak". Tanulmányok Ottlik Gézáról; szerk. Bednanics Gábor et al.; PIM, Bp., 2013 (PIM studiolo)
- Mesterkönyvek faggatása. Tanulmányok Gárdonyi Géza és Bródy Sándor művészetéről; szerk. Bednanics Gábor, Kusper Judit; Ráció, Bp., 2015 (Ráció-tudomány)
- Modern mítoszok és az újraírás lehetőségei. A líraolvasás esélyei a 21. században; Ráció, Bp., 2016 (Ráció-tudomány)

### Fontosabb tanulmányok
- Ön–élet–történet–írás. Az én gondolkodom, az én vagyok, az én beszélek és az én írok kijelentésekről, Jelenkor 2000/1., 69–77.
- Kihez s ki szól? A kilencvenes évek értekező prózájáról, Alföld 2000/12., 75–84.
- Az alap helye. Vázlat a filozófia, irodalom és retorika viszonyáról Paul de Man kapcsán = Vándor szövevény, szerk. Szirák Péter, Debrecen: Csokonai, 2001, 7–24.
- In rebus mediorum. Amikor az írástudó McLuhant olvas, Prae 2002/1–2., 50–61. (Bengi Lászlóval közösen.) Újraközölve: Történelem, kultúra, medialitás, Bp.: Balassi, 2003, 145–158.
- Technika és/vagy mesterség? A technika a 19. század végi magyar lírában = Identitás és kulturális idegenség, szerk. Bednanics Gábor – Kékesi Zoltán – Kulcsár Szabó Ernő, Bp.: Osiris, 2003, 88–106.
- „Költői” képek. Adalékok két zárványszerű századfordulós életműhöz = Az esztétikai tapasztalat medialitása, szerk. Kulcsár-Szabó Zoltán – Szirák Péter, Bp.: Ráció, 2004, 240–260.
- From Countryside to City. Budapest in 19th-Century Hungarian Poetry = Spielarten der Sprache, Hrsg. Ernő Kulcsár-Szabó – Csongor Lőrincz – Gábor Tamás Molnár, Bp.: Osiris, 2004, 149–163. Horvátul: Iz sela u grad. Budimpešta u mađarskoj lirici 19. stoljeća = Kulturni stereotipi, Zagreb: FF Press, 2006, 147–159.
- Topográfia és mitológia között. A nagyváros olvasatai a 19. század végi magyar lírában = Terek és szövegek. Újabb perspektívák a városkutatásban, szerk. N. Kovács Tímea – Böhm Gábor – Mester Tibor, Bp.: Kijárat, 2005, 265–284.
- Urbi vel orbi? A nagyvárossá érő Budapest lírikus megjelenítései a századfordulón, Holmi 2005/4., 494–508.

## Díjak
- Móricz Zsigmond-ösztöndíj (2004)
- József Attila-díj (2011)
- A Magyar Érdemrend lovagkeresztje (2021)
- Alföld-díj (2023)